# Юлдыбаево (село)
Юлдыба́ево (баш. Юлдыбай) — деревня в Зианчуринском районе Республики Башкортостан Российской Федерации. Входит в состав Абзановского сельсовета.

## География

### Географическое положение
Расстояние до:
- районного центра (Исянгулово): 60 км,
- центра сельсовета (Абзаново): 10 км,
- ближайшей ж/д станции (Саракташ): 32 км.

## Этимология
Название деревни Юлдыбаево (также как Юлдыбай) восходит к мужским именам Юлаш, Юлдаш, Юлдыбай, которые можно перевести как «спутник», «попутчик». В свою очередь в основе антропонима лежит тюркское юл — «дорога», «путь», с добавлением имяобразующего суффикса -ды и слова бай — «господин, багач».

## Население
| 1939 | 1959 | 1970 | 1979 | 1989 | 2002 | 2009 |
| ---- | ---- | ---- | ---- | ---- | ---- | ---- |
| 259  | ↘212 | ↘208 | ↘196 | ↘175 | ↗182 | ↘181 |
| 2010 |      |      |      |      |      |      |
| ↘137 |      |      |      |      |      |      |

### Национальный состав
Согласно переписи 2002 года, преобладающая национальность — башкиры (99 %).

## Религия
В деревне строится мечеть.